# Howard Hunt
Pour les articles homonymes, voir Hunt.
Everette Howard Hunt, Jr., né le 9 octobre 1918 à Hamburg dans l'État de New York et mort le 23 janvier 2007 à Miami en Floride, est un agent de la CIA et un écrivain américain.

## Biographie
Durant la Seconde Guerre mondiale, il travaille pour l'Office of Strategic Services. Il rejoint la CIA en 1949, et devient chef du bureau de Mexico en 1950, d'où il participe à l'Opération PBSUCCESS pour renverser le président du Guatemala, Jacobo Arbenz. Avec l'arrivée au pouvoir de Fidel Castro à Cuba en 1959, il est chargé de préparer un gouvernement cubain provisoire, mais l'échec de l'invasion de la Baie des Cochons, en 1961, met fin à ce projet. C'est en préparant celle-ci qu'il rencontre Bernard Barker, qui collabora avec lui dans le cambriolage du Watergate. Il quitte la CIA en 1970. 
En juin 1972, alors membre du Comité pour la réélection du président, il organise le cambriolage du siège du parti démocrate pour y poser un système d'écoutes. Son équipe de « plombiers » est arrêtée, ce qui marque le point de départ du scandale du Watergate qui aboutira à la démission du président Richard Nixon. Il est jugé en janvier 1973 et reconnu coupable de conspiration ; il passe 33 mois en prison. 
Il devient ensuite un auteur prolifique de romans d'espionnage. 
En 1990, sous le pseudo de Robert Dietrich et en collaboration avec Maurice Rives (1924-....), il obtient le prix maréchal-Louis-Hubert-Lyautey de l’Académie des sciences d’outre-mer pour leur ouvrage Héros méconnus : 1914-1918, 1939-1945 : mémorial des combattants d'Afrique noire et de Madagascar,
À la fin de sa vie, Hunt a fait plusieurs révélations sur l'assassinat de John F. Kennedy, rapportées par son fils John Hunt Saint. Dans des enregistrements audio, des discussions et des écrits, Hunt a, selon son fils, déclaré qu'il était impliqué dans un complot visant à tuer le président Kennedy. Il dit que le nom de code donné par les conspirateurs à l'opération était « Le Grand Événement ». Parmi les autres conjurés présumés figuraient David Atlee Phillips, Cord Meyer, Frank Sturgis, David Sánchez Morales, William King Harvey, un tireur français : Lucien Sarti, qui a travaillé pour la mafia (milieu marseillais, French Connection), et le vice-président Lyndon B. Johnson,.

## Œuvre

### Série Jack Novak signée Howard Hunt
- Cozumel, 1985
- Mazatlan, 1989
- Guadalajara, 1990
- Ixtapa, 1994
- Islamorada, 1995
- Izmir, 1996
- Sonora, 2000

### Autres romans signés Howard Hunt
- East of Farewell, 1942
- Limit of Darkness, 1944
- Stranger in Town, 1947
- Maelstrom, 1948
- Bimini Run, 1949
- The Violent Ones, 1950
- The Berlin Ending, 1973
- The Hargrave Deception, 1980
- The Gaza Intercept, 1981
- The Kremlin Conspiracy, 1985
- Murder in State, 1990
- Body Count, 1992
- Chinese Red, 1992
- The Paris Edge, 1995
- Dragon Teeth, 1997
- Guilty Knowledge, 1999

### Ouvrages non fictionnels signés Howard Hunt
- Give Us This Day, 1973
- Undercover: Memoirs of an American Secret Agent, 1974
- American Spy, 2007

### Roman signé John Baxter
- A Foreign Affair, 1954

### Roman signé Gordon Davis
- I Came to Kill, 1953
  - L'exécuteur est là, Série noire no 1233, 1968
- House Dick, 1961 (autre titre Washington Payoff)
- Counterfeit Kill, 1963
- Ring Around Rosy, 1964 (autre titre From Cuba with Love)
- Where Murder Waits, 1965

### Série Steve Bentley signée Robert Dietrich
- Murder On the Rocks, 1957
- The House on Q Street, 1959
- End of a Stripper, 1960
- Mistress to Murder, 1960
- Murder on Her Mind, 1960
- Angel Eyes, 1961
  - Le Bas qui blesse, collection Haute Tension no 21, Éditions Zed, 1963
- Calypso Caper, 1961
- Curtains for a Lover 1962
- My Body, 1973

### Autres romans signés Robert Dietrich
- The Cheat, 1954
- One for the Road 1954
- Be My Victim, 1956

### Romans signés P. S. Donoghue
- The Dublin Affair, 1988
- The Sankov Confession, 1989
- Evil Time, 1992

### Série Peter Ward signée David Saint-John
- On Hazardous Duty, 1965
  - Mission passe-passe, Série noire no 1005, 1966
- Return for Vorkuta, 1965
  - Le Revenant de la toundra, Série noire no 1048, 1966
- Festival for Spies, 1966
  - Festival d'espions, Série noire no 1077, 1966
- The Towers of Silence,  1966
  - Les Tours du silence, Série noire no 0121, 1966
- The Venus Probe, 1966
  - Les Séquestrés de la cloche, Série noire no 1093, 1966
- One of Our Agents Is Missing, 1967
  - Un agent de perdu, Série noire no 1147, 1967
- The Mongol Mask, 1968
- The Sorcerers, 1969
- Diabolus, 1971
- The Coven, 1972

## Film et série
En 1995, Hunt a été interprété par Ed Harris dans le film Nixon d'Oliver Stone. De même, en 2023, la série White house plumbers met en scène Woody Harrelson dans le rôle de Hunt.

## Sources
- Claude Mesplède et Jean-Jacques Schleret, SN Voyage au bout de la noire, Futuropolis, 1982